# Чекашевское сельское поселение
Чекашевское сельское поселение — муниципальное образование в составе Вятскополянского района Кировской области России.
Центр — деревня Чекашево.

## История
Чекашевское сельское поселение образовано 1 января 2006 года согласно Закону Кировской области от 07.12.2004 № 284-ЗО.

## Население
| 2010 | 2012 | 2013 | 2014 | 2015 | 2016 | 2017 |
| ---- | ---- | ---- | ---- | ---- | ---- | ---- |
| 687  | ↗695 | ↘676 | ↘651 | ↘630 | ↘627 | ↘617 |
| 2018 | 2019 | 2020 | 2021 |      |      |      |
| ↗618 | ↘609 | ↘601 | ↘597 |      |      |      |

## Состав
В состав поселения входят 2 населённых пункта (население, 2010):
- деревня Чекашево — 564 чел.;
- деревня Матвеево — 123 чел.